# Jon Persson (bordtennisspelare)
Jon Persson, född 23 oktober 1986 i Norsjö, är en svensk bordtennisspelare.
Han spelar med handskaksfattning och var med i Sveriges lag som tog brons vid världsmästerskapen i bordtennis 2018. Han var även med i det lag som togs ut till bordtennis vid olympiska sommarspelen 2020, men spelade inte. Persson vann singelguldet vid SM 2016 och dubbelguldet tillsammans med Truls Möregårdh vid SM 2019. Jon Persson var också en del av det vinnande laget i lag-EM i bordtennis i Malmö 2023. Det var då första gången på hela 21 år som Sverige stod som segrare i lagsammanhang i bordtennis. I Sveriges lag ingick även Truls Möregårdh, Mattias Falck, Kristian Karlsson och Anton Källberg. Jörgen Persson var förbundskapten. Har ett lag SM guld med Söderhamns UIF 2010, och två franska ligaguld med Les loups d`Angers åren 2021 och 2022.